# Жерар Менухін
Жерар Менухін (23 липня 1948, Шотландія, Велика Британія) — публіцист і заперечувач Голокосту.
Він є сином відомого скрипаля Ієгуді Менухіна та танцівниці Даяни Гулд, а також братом піаніста Джеремі Менухіна. Навчався в Ітонському коледжі та закінчив навчання у Стенфордському університеті в Каліфорнії. Після завершення навчання в університеті Менухін працював у Нью-Йорку, Лондоні та Парижі у кінопромисловості, зокрема був продюсером на кіностудії United Artists. 
Менухін регулярно пише статті для газети Deutsche Nationalzeitung (Німецька національна газета). Через цю публіцистичну діяльність 12 листопада 2005 року його зняли з посади голови правління Фонду Ієгуді Менухіна в Німеччині. Його засуджували за те, що через нього «наш Фонд та його діяльність згадувались у такому засобі масової інформації, який можна зарахувати до вкрай правого оточення».

## «Скажи правду і присороми диявола»
У його книзі «Скажи правду і присороми диявола» («Tell the Truth & Shame the Devil»), опублікованій у 2015 році, стверджується, що Голокост є «найбільшою брехнею в історії», що євреї є «чужою, демонічною силою, яка прагне домінувати над світом», що «євреї наповнюють Європу небілими расами», щоб створити «суспільство расових дворняг під владою «нового єврейського дворянства»», і планують «створити єдиний світовий уряд» Менухін стверджує, що «світ повинен вибачитися перед Адольфом Гітлером».. 
Цитата з книги: «Голокост – найбільша брехня історії. Німеччина не винна у Другій світовій війні, і Адольф Гітлер був єдиним державним діячем світу, який міг би врятувати світ від плутократично-єврейської небезпеки, щоб знову звільнити поневолену планету».